# رامکو سمنتس
رامکو سمنتس (انگلیسی: Ramco Cements) شرکت مصالح ساختمانی هندی است، که در سال ۱۹۶۱ تأسیس شد.